# Abbaye de Karden
L'abbaye de Karden est une ancienne communauté monastique situé à Treis-Karden, en Rhénanie-Palatinat (Allemagne). Aujourd'hui, il n'en demeure que le bâtiment abbatial accolé à la collégiale Saint-Castor, aussi connue sous le nom de "maison de dîme".

## Historique
Le site de Karden est occupé depuis l'époque romaine. Au IVe siècle, Castor de Karden, ainsi que Potentinus, fondent sur place une communauté chrétienne monastique, qui donnera plus tard lieu à un collège de prêtres. De ce collège apparaîtra la collégiale Saint-Castor, ainsi que la maison Korbisch, demeure du vicaire épiscopal de l'archidiaconé de Karden. Ces deux édifices subsistent encore aujourd'hui.
Le bâtiment abbatial date de 1238, et à cette date, il sert de résidence pour l'ensemble des chanoines de la communauté. Quelques siècles plus tard, lorsque chacun de ces prêtres s'installe dans une maison individuelle, l'édifice est reconverti comme "maison de dîme", c'est-à-dire un lieu pour le stockage de l'impôt de la dîme. Récemment restauré, c'est aujourd'hui une salle des fêtes et le musée de l'abbaye de Karden, qui rappelle l'histoire de la communauté religieuse du village, tout comme celle de la région.

## Architecture
Le bâtiment abbatial n'a pas été remanié extérieurement à travers les siècles, là où l'intérieur a été réaménagé au besoin. De style roman, c'est un édifice rectangulaire de 21,40 mètres de long et 9,50 de large, sur trois étages, en ardoise plâtrée. Le rez-de-chaussée et le premier étage ne présentent rien de particulier, seulement un grand nombre d'ouvertures rectangulaires. Néanmoins, le second étage possède une alternance de belles fenêtres, une fois en arcade et une fois surmonté d'une forme de trèfle. L'intérieur s'organise avec un cave à vin voûtée en berceau et un grenier coiffé d'un toit à pignon. À l'étage se trouvait le dortoir des chanoines, tandis que la rez-de-chaussée servait de salle-à-manger, et donnait directement sur le cloître de la collégiale Saint-Castor.

Le bâtiment devait sûrement être plus long originellement, comme en témoigne un manque de symétrie entre dans la façade et une différence entre la corniche brutalement rompue côté ouest, là où elle est harmonieuse côté est.

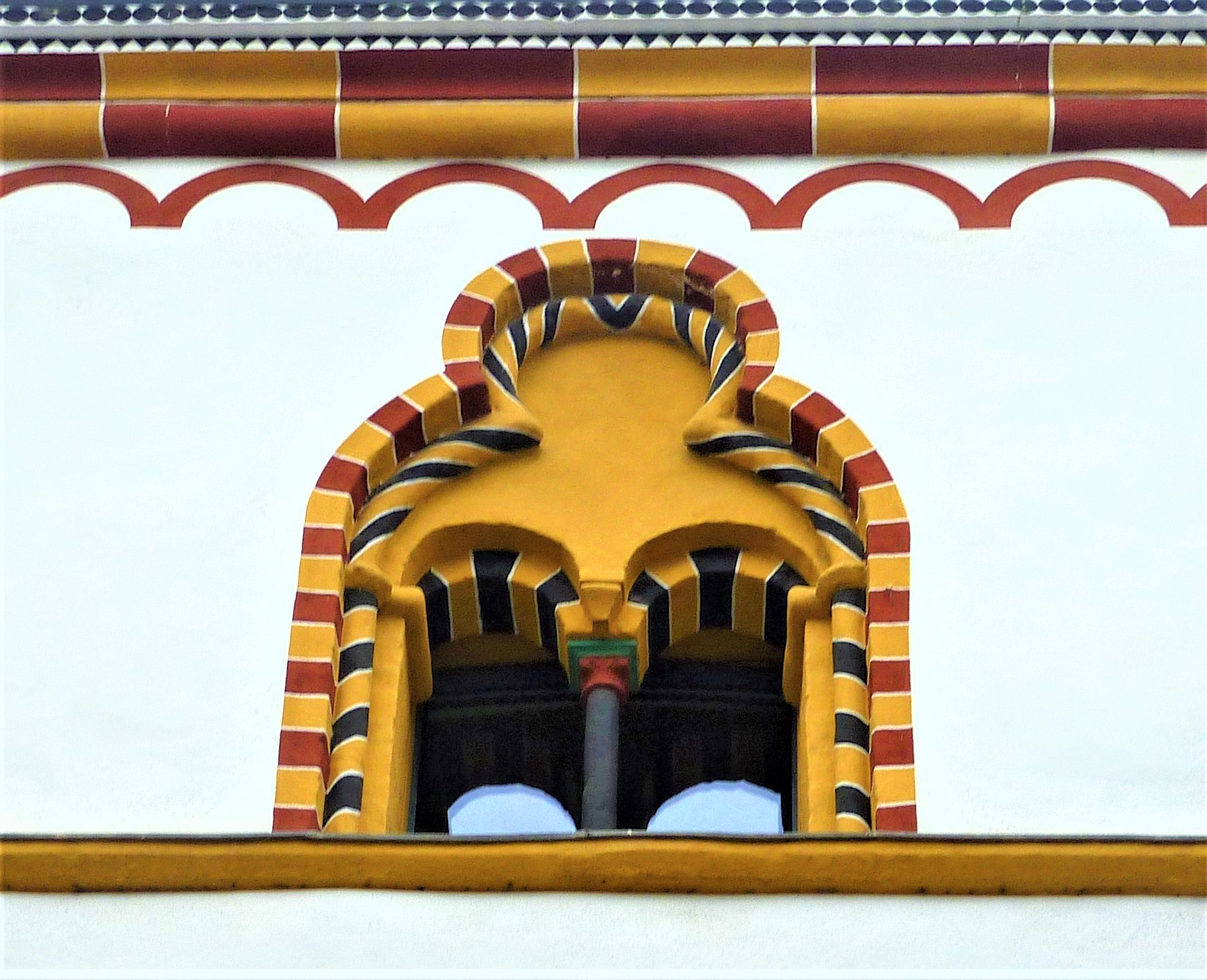
Détail, fenêtre en trèfle
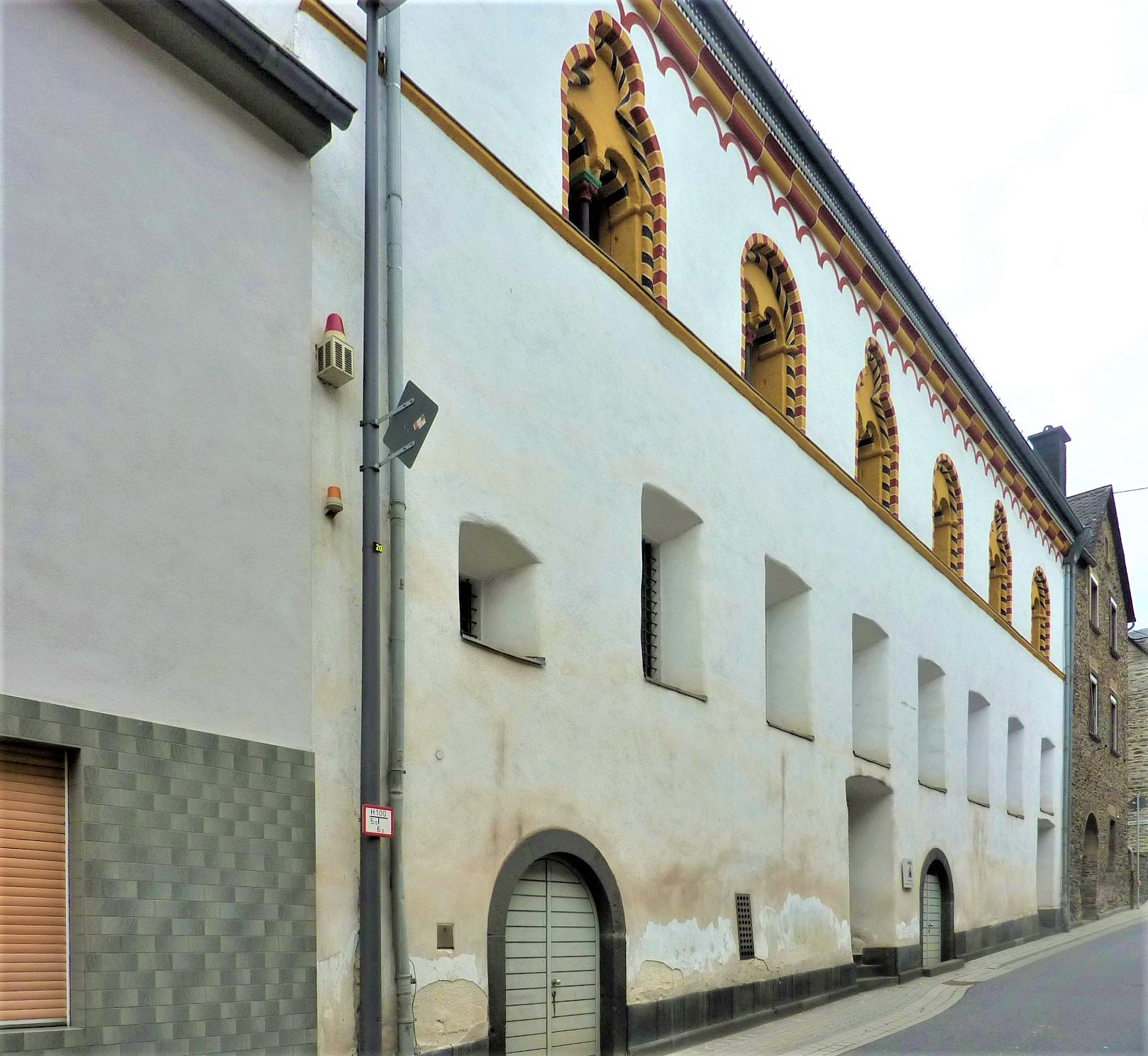
Le bâtiment abbatial
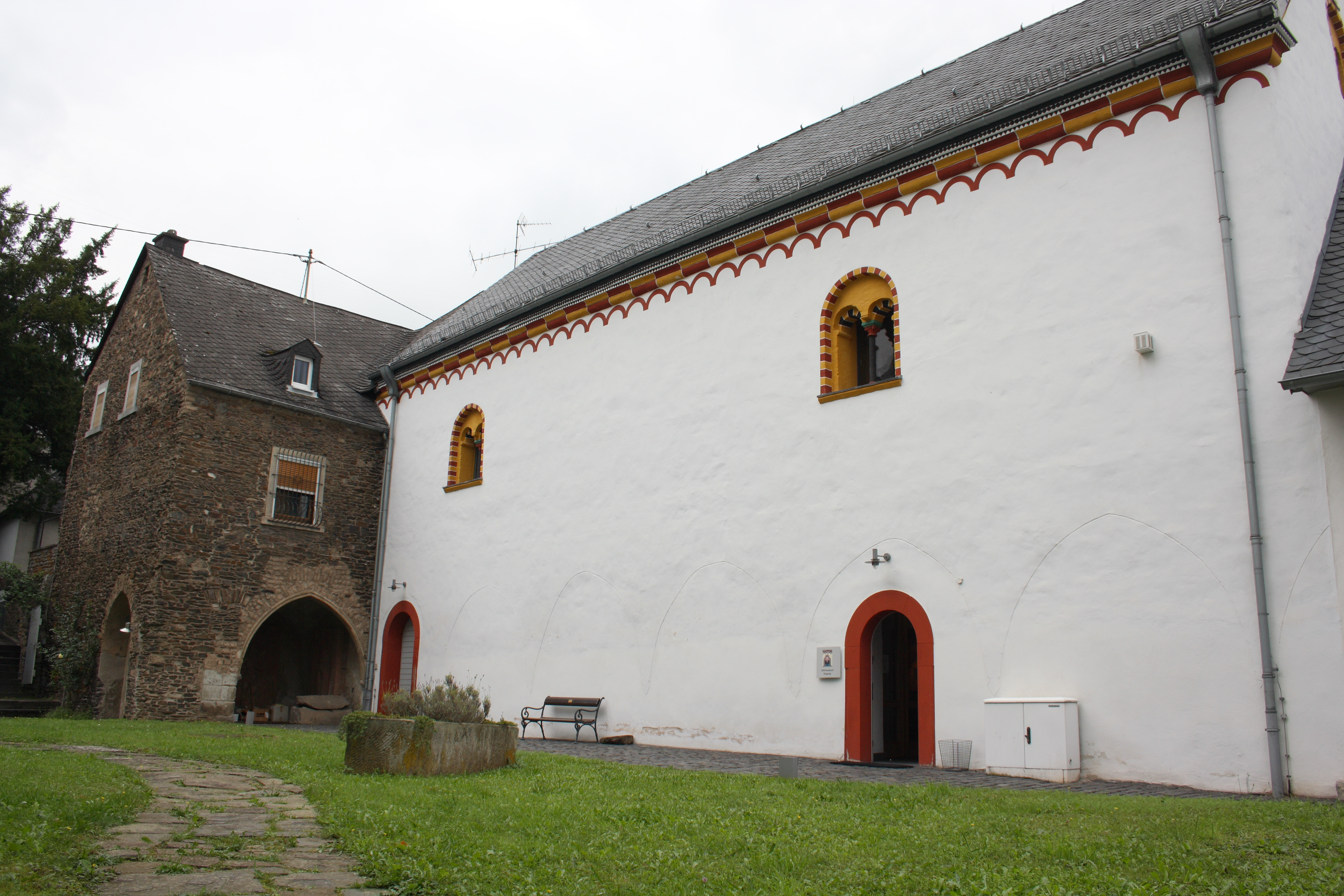
La façade, côté cloître de la collégiale Saint-Castor

## Source
- (de) Cet article est partiellement ou en totalité issu de l’article de Wikipédia en allemand intitulé « Stiftsherrenbau (Karden) » (voir la liste des auteurs).